# 1186.
◄ | 11. stoljeće | 12. stoljeće | 13. stoljeće | ►
◄ | 1150-ih | 1160-ih | 1170-ih | 1180-ih | 1190-ih | 1200-ih | 1210-ih | ►
◄◄ | ◄ | 1183. | 1184. | 1185. | 1186. | 1187. | 1188. | 1189. | ► | ►►
Arhitektura • Astronomija • Knjige • Književnost • Kršćanstvo • Medicina • Pravo • Promet • Znanost

## Smrti
- Gotfrid, princ Engleske (* 1158.)

## Vanjske poveznice
|  | Zajednički poslužitelj ima još gradiva o temi 1186. |